# تئاتر شوبرت (نیویورک)
تئاتر شوبرت (انگلیسی: Shubert Theatre) یک سالن تئاتر متعلق به سازمان شوبرت در شهر نیویورک، آمریکا است.
این تئاتر که در سال ۱۹۱۳ تأسیس شده در منطقه تئاتر برادوی قرار دارد و دارای ۱٬۴۶۰ نفر ظرفیت است.

## نگارخانه

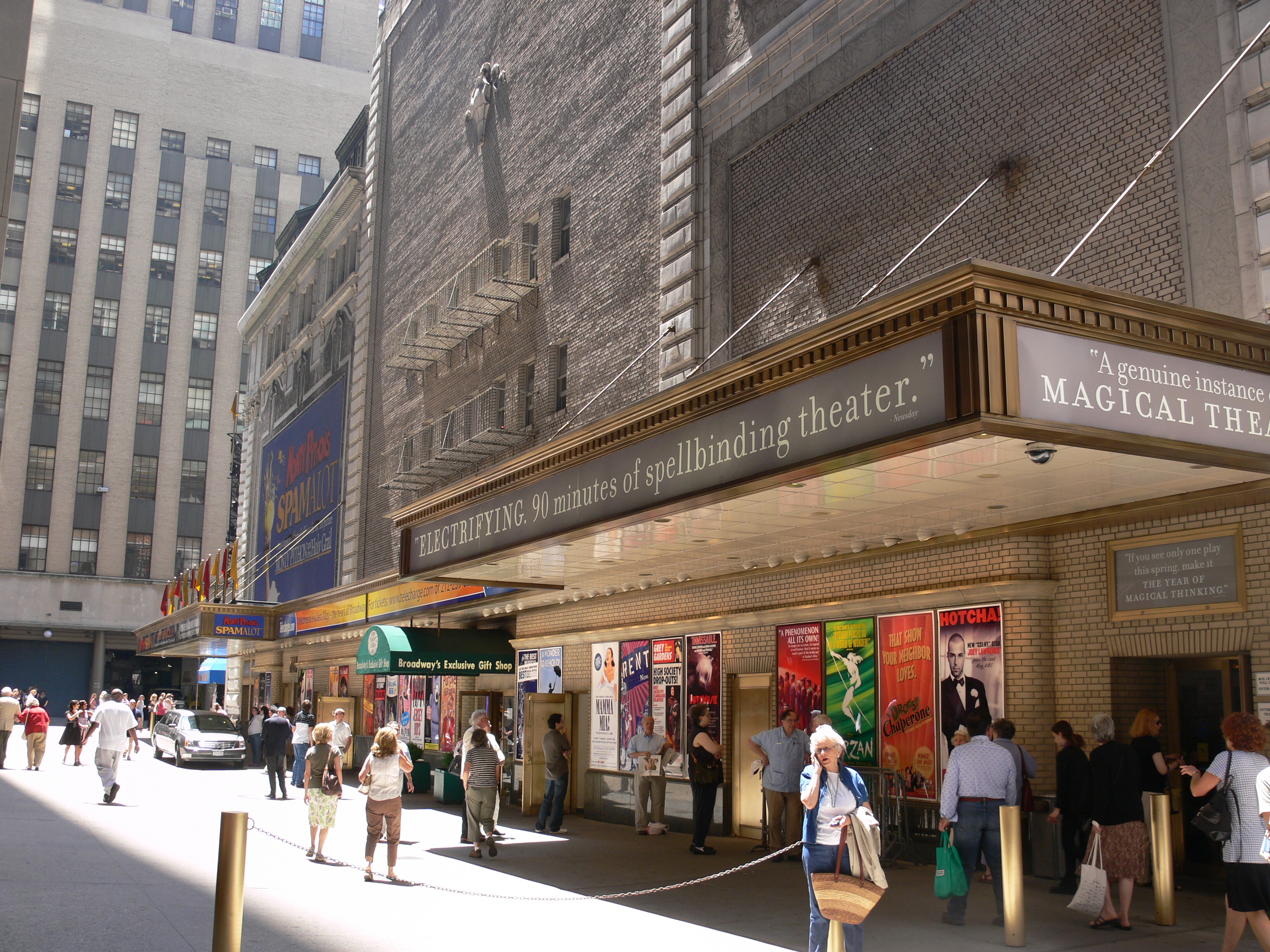
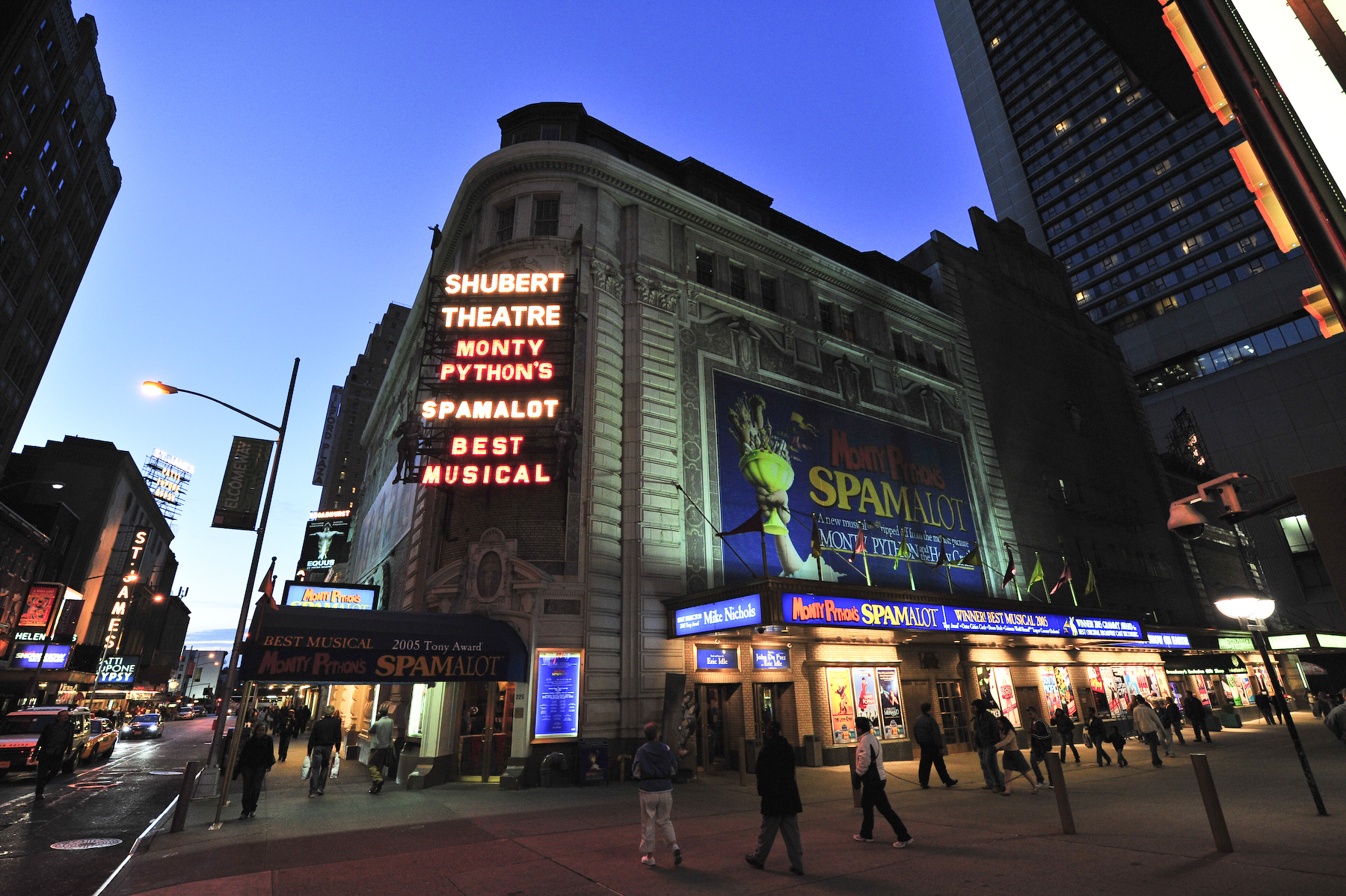